# Cleveland Browns

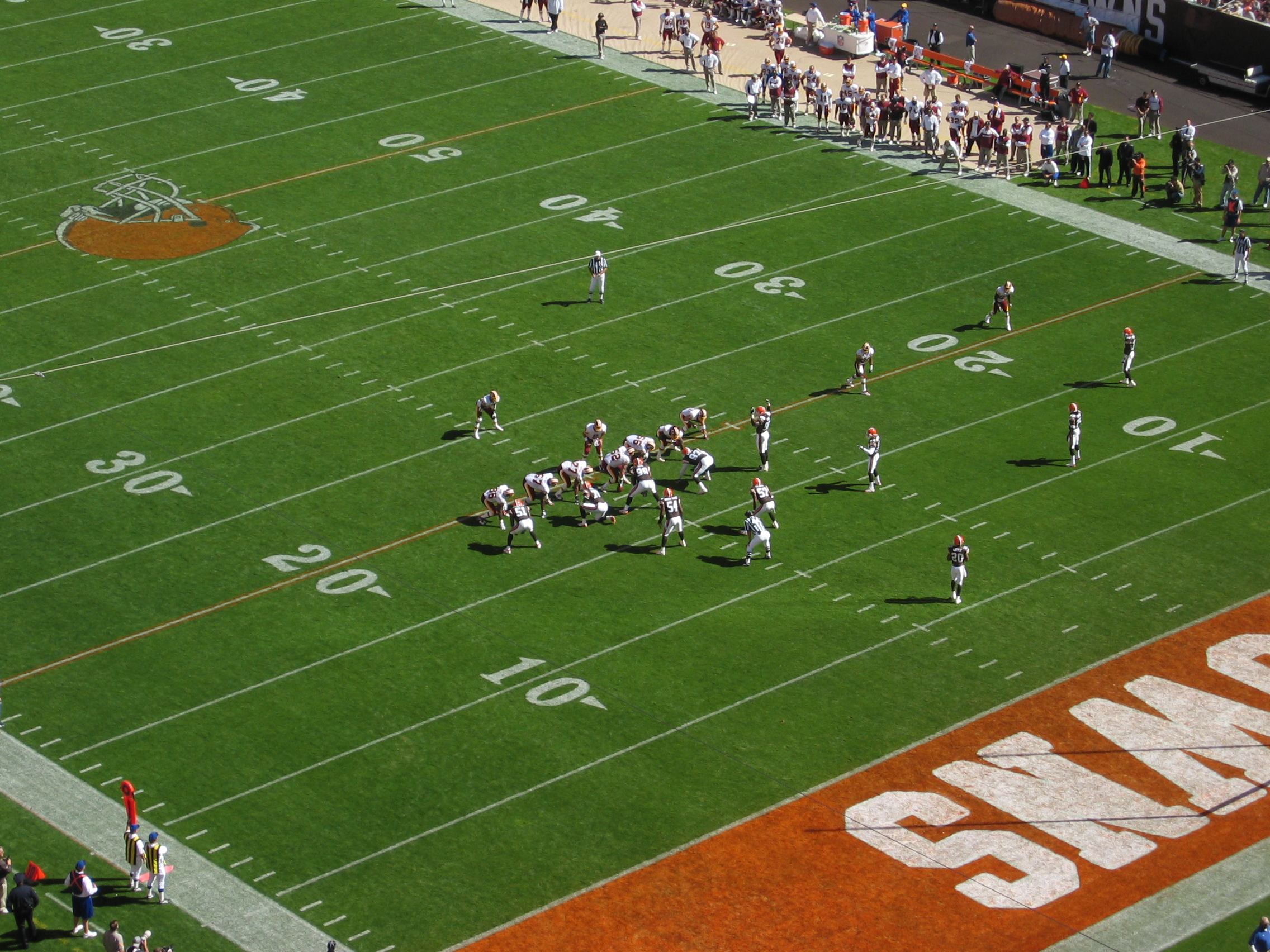
Die Cleveland Browns im Oktober 2004

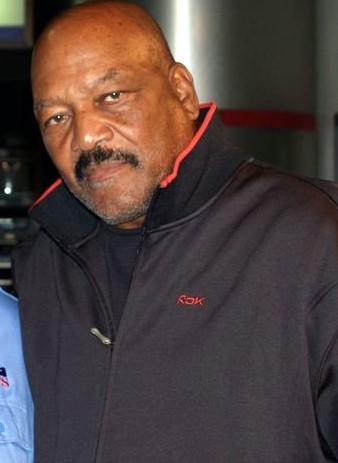
Jim Brown spielte 1957–1965 für die Browns

Die Cleveland Browns sind ein American-Football-Team der National Football League (NFL) und spielen dort in der American Football Conference (AFC) als Teil der Northern Division.
Die „ersten“ Cleveland Browns wurden 1946 gegründet und waren Mitglied der All-America Football Conference, die von 1946 bis 1949 als Konkurrenzliga zur NFL existierte. Benannt wurde das Team nach seinem langjährigen Head Coach Paul Brown, der später Trainer und Miteigentümer der Cincinnati Bengals wurde. Nach der Fusion der NFL und der AAFC kamen die Browns 1950 in die NFL. 1996 zog der Eigentümer mit der Mannschaft nach Baltimore um. Das Team wurde zu den Baltimore Ravens. Die Stadt Cleveland behielt jedoch das Recht auf ein Franchise mit dem Namen Browns. 1999 nahm schließlich ein neues Team den Spielbetrieb wieder auf. Die Cleveland Browns sind eines von nur vier Teams, die noch nie an einem Super Bowl teilgenommen haben. Allerdings haben die „ersten“ Cleveland Browns nach ihrem Umzug nach Baltimore bereits zweimal den Super Bowl gewonnen. Die „neuen“ Browns waren seit ihrer Neugründung 1999 weitgehend erfolglos. Nach einer Play-off-Teilnahme im Jahr 2002 dauerte es bis zur Saison 2020, bis das Franchise wieder die Play-offs erreichte und dort seinen ersten Sieg in der Postseason seit der Neugründung einfuhr.

## Geschichte
1944 sicherte sich der Taxiunternehmer Arthur B. „Mickey“ McBride die Rechte für ein Team in Cleveland, das in der All-America Football Conference antreten durfte. Als erster General Manager und Head Coach wurde der erst 36-jährige Paul Brown verpflichtet, der schnell so populär wurde, dass das neue Team ihm zu Ehren bald in „Cleveland Browns“ umgetauft werden sollte. Da er dies ablehnte, veranstaltete der Inhaber McBride zusammen mit einer Zeitung eine Umfrage. Am Ende entschied man sich für Cleveland Panthers. Unter dem Namen Cleveland Panthers hatte es jedoch schon einmal ein Team in der American Football League (AFL) gegeben und der ehemalige Besitzer verfügte weiterhin über die Namensrechte. Deswegen entschied man sich schlussendlich für Cleveland Browns. Um Paul Brown nicht als Namenspatron zu assoziieren, gab es die Erklärung, dass das Team nach Joe Louis, einem dunkelhäutigen Boxer, genannt The Brown Bomber, benannt wurde. Im Gegensatz zu vielen anderen Coaches, die ihre Teams auf Kraft und Physis ausrichteten, bevorzugte er Explosivität und Präzision und favorisierte die damals eher wenig gespielte T-Formation.
Mit den heutigen Hall-of-Famern Lou Groza (Offensive Tackle), Otto Graham (Quarterback), Bill Willis (Guard), Marion Motley (Fullback) und Dante Lavelli (Wide Receiver) gewannen die Browns alle vier AAFC-Titel von 1946 bis 1949, bis die Liga von der NFL übernommen wurde. Bemerkenswert war auch, dass die Browns regelmäßig die Afroamerikaner Willis und Motley einsetzten, als in den Vereinigten Staaten noch die Segregation existierte. Auch in der NFL waren die Browns erfolgreich und gewannen sowohl das NFL Championship Game 1950, das NFL Championship Game 1954 als auch das NFL Championship Game 1955. 1957 wurde ein neuer Superstar verpflichtet, Runningback Jim Brown. Mit dem kraftvollen Läufer Brown, der 12.312 Yards Raumgewinn erlief und bis heute unerreichte 5,2 Yards pro Laufversuch erzielte, blieben die Browns ein Topteam, obwohl zwischen dem autoritären Paul Brown und dem Team eine immer größere Kluft aufkam. 1961 kaufte der Geschäftsmann Art Modell die Browns und tauschte Brown für seinen langjährigen Assistenten Blanton Collier aus. Er führte das Team 1964 mit dem Sieg im NFL Championship Game 1964 zum vierten NFL-Titel.
Als die NFL und die American Football League (AFL) fusionierten, fanden sich die Browns 1970 in der neugegründeten AFC (American Football Conference) wieder und versanken im Mittelmaß. Mitte der 1970er Jahre etablierte sich Brian Sipe als Starting-Quarterback, mit ihm führten die wiedererstarkten Browns harte Kämpfe mit ihren Lokalrivalen, den Pittsburgh Steelers und den Cincinnati Bengals, das neue Team von Paul Brown. Sipe und die Browns erwarben einen Ruf für nervenzerfetzende Comebacks, weswegen sie „Kardiac Kids“ (dt.: Herzinfarkt-Kinder) genannt wurden. Ironie des Schicksals war, dass Sipe (der gerade zum MVP gewählt worden war) in den AFC-Play-offs 1980 gegen die Oakland Raiders ein kapitaler Schnitzer unterlief. In der letzten Minute standen sie mit nur zwei Punkten Rückstand kurz vor Oaklands Endzone, doch anstelle Kicker Don Cockroft ein kurzes Field Goal schießen zu lassen, der das Spiel gewonnen hätte, wagten die Browns einen letzten Spielzug, worauf Sipe eine spielentscheidende Interception warf. Mit diesem „Red Right 88“ genannten Spielzug begann eine lange Ära von Browns-Misserfolgen. 1986 hatten die Browns ein starkes Team um den neuen Quarterback Bernie Kosar. Sie führten im AFC Championship Game kurz vor Ende zu Hause gegen die Denver Broncos 20:13 und hatten die Broncos an ihrer 2-Yard-Linie festgenagelt. In einer Serie, die als „The Drive“ bezeichnet wird, führte der Quarterback der Broncos, John Elway, sein Team 98 Yards zum Touchdown, und in Overtime siegte Denver 23:20. Genauso knapp war das Ausscheiden im Folgejahr, als die Browns wieder zu Hause auf die Broncos trafen: Kurz vor Ende des Spiels fumbelte Runningback Earnest Byner den Ball zwei Yards vor der Endzone, sodass die Broncos 38:33 gewannen. Byners Missgeschick wird bis heute nur „The Fumble“ genannt.
Nach Jahren des Mittelmaßes und Unwillens der Stadt, das baufällige Stadion zu sanieren, schockte der langjährige Besitzer Art Modell die Footballfans in Cleveland 1995, als er überraschend den Umzug des Teams nach Baltimore verkündete und so die heutigen Baltimore Ravens gründete. Modell stieß jedoch auf erbitterten Widerstand, weshalb sich die NFL in der sogenannten Cleveland Browns relocation controversy gezwungen sah, einzugreifen. Modell durfte mit seinem Management und seinen Spielern die Stadt verlassen und in Baltimore als Baltimore Ravens neu beginnen. Der Name des Teams, seine Geschichte und Rekorde verblieben aber in Cleveland und die NFL garantierte der Stadt die Rückkehr der Browns, wenn innerhalb von drei Jahren ein neues Stadion gebaut würde. Zwischen 1996 und 1999 bis zu ihrer Neugründung waren die Browns somit inaktiv. Im Jahre 1999 nahm man den Spielbetrieb unter Head Coach Chris Palmer und dem neuen Besitzer Al Lerner mit hohen Erwartungen wieder auf. Im ersten Spiel nach der Neugründung traf man zu Hause auf den alten Rivalen, die Pittsburgh Steelers. Das Spiel ging jedoch mit 0:43 verloren. Am Ende der Regular Season 1999 stand eine Bilanz von zwei Siegen und 14 Niederlagen zu Buche.
Die darauffolgende Saison brachte wenig Verbesserung, und man beendete diese mit einer Bilanz von 3-13. Palmer wurde am Ende der Saison entlassen und durch Butch Davis ersetzt. Davis erreichte mit den Browns in der Saison 2001 eine Bilanz von sieben Siegen und neun Niederlagen. 2002 erreichte er sogar mit einer Bilanz von 9-7 zum ersten Mal nach 1994 wieder die Play-offs. Im Wildcard Play-off traf das Team auf die Steelers und unterlag mit 33:36. In den folgenden vier Spielzeiten schafften die Browns in der Regular Season keine positive Bilanz mehr und verpassten jeweils deutlich die Play-offs. Die Saison 2007 war die letzte Saison, in der sie in der Regular Season eine positive Bilanz (10-6) erreichen konnten, für die Play-offs reichte diese jedoch auch nicht aus. Des Weiteren belegten sie seit der Neustrukturierung der Liga 2001 zum Ende der Saison, mit Ausnahme der Saisons 2007 und 2010, in ihrer Division immer den letzten vierten Platz. Einer der Gründe dafür waren die im Nachhinein erfolglosen Drafts der Quarterbacks. So draftete man 2007 Brady Quinn, der jedoch nur bis 2009 bei den Browns blieb. 2010 wurde Colt McCoy gedraftet, der jedoch auch nur bis 2012 bei den Browns blieb. 2012 wurde dann Brandon Weeden als bisher ältester Spieler, der in der ersten Runde ausgewählt wurde, von den Browns ausgewählt. Weeden blieb jedoch sogar nur zwei Jahre, weshalb man Johnny Manziel, der die Heisman Trophy 2012 gewann, im Draft von 2014 aussuchte. Allerdings stand Manziel durch seinen extrovertierten Lebensstil oft in der Kritik der Medien und auch seines Arbeitgebers, den Cleveland Browns, weshalb diese ihn auch nach der Saison 2015 entließen.
Die Saison 2016 wurde sogar nur mit einem Sieg gegen die San Diego Chargers am vorletzten Spieltag abgeschlossen. Dadurch konnte man jedoch im NFL Draft 2017 mit Myles Garrett den Gesamtersten im Draft sowie neun weitere Spieler auswählen. Durch weitere Tauschgeschäfte und Spielertransfers konnten die Browns neun Draftrechte im NFL Draft 2018 auswählen. Mit den dann jungen Spielern und deren Aufbau wollten die Verantwortlichen, besonders Chief Strategy Officer Paul DePodesta, der auch schon in der MLB das System Moneyball angewendet hatte, die Browns wieder zu einem erfolgreichen Team aufbauen. Insgesamt lag nach der Saison 2016 der Rekord der Browns seit ihrem Neuanfang 1999 bei 88 zu 200 Siegen. 2017 verletzte sich Browns-Tackle Joe Thomas nach 10.363 Snaps in Serie und stellte damit einen Rekord auf, der für viele als ein Rekord für die Ewigkeit gilt. In der gesamten Saison konnten die Browns kein Spiel gewinnen, wodurch sie nach den Detroit Lions 2008 die zweite Mannschaft wurde, die seit der Erweiterung 1978 auf 16 Saisonspiele diese Negativleistung erbrachte. Im Draft 2018 besaßen die Browns infolge ihrer sieglosen Saison den First-Overall-Pick, mit dem sie Quarterback Baker Mayfield auswählten. Im dritten Spiel der Saison 2018 gelang den Browns gegen die New York Jets der erste Sieg nach einer Durststrecke von 635 Tagen.
Nachdem die Browns seit ihrer Neugründung vor Mayfield in zwanzig Jahren 29 verschiedene Starting-Quarterbacks hatten, sorgte der Nummer-eins-Pick aus dem Draft von 2018 erstmals für Stabilität auf der Position des Spielmachers. In der Saison 2020 gelang unter dem neuen Head Coach Kevin Stefanski erstmals seit 18 Jahren der Einzug in die Play-offs, in denen den Browns mit einem Sieg über die Pittsburgh Steelers der erste Play-off-Sieg in diesem Jahrtausend gelang. Das Spiel der Divisional Round verlor man mit 17:22 gegen den amtierenden Champion Kansas City Chiefs.

## Besondere Spieler

### Browns in der Pro Football Hall of Fame
| Trikotnummer | Name              | Position        | Für Cleveland Aktiv  | Jahr der Aufnahme |
| ------------ | ----------------- | --------------- | -------------------- | ----------------- |
| 14/60        | Otto Graham       | QB              | 1946–1955            | 1965              |
| –            | Paul Brown        | Head Coach      | 1946–1962            | 1967              |
| 36/76        | Marion Motley     | FB              | 1946–1953            | 1968              |
| 32           | Jim Brown         | FB              | 1957–1965            | 1971              |
| 46/76        | Lou Groza         | T K             | 1946–1959 1961–1967  | 1974              |
| 56/86        | Dante Lavelli     | End             | 1946–1956            | 1975              |
| 53/80        | Len Ford          | DE              | 1950–1957            | 1976              |
| –            | Forrest Gregg     | Head Coach      | 1975–1977            | 1977              |
| 30/60        | Bill Willis       | Middle Guard, G | 1946–1953            | 1977              |
| 77           | Willie Davis      | DE              | 1958–1959            | 1981              |
| 81           | Doug Atkins       | DE              | 1953–1954            | 1982              |
| 49           | Bobby Mitchell    | KR, HB          | 1958–1961            | 1983              |
| 42           | Paul Warfield     | WR              | 1964–1969, 1976–1977 | 1983              |
| 74           | Mike McCormack    | T               | 1954–1962            | 1984              |
| 22/52        | Frank Gatski      | C               | 1946–1956            | 1985              |
| 18           | Len Dawson        | QB              | 1960–1961            | 1987              |
| 44           | Leroy Kelly       | RB              | 1964–1973            | 1994              |
| 72           | Henry Jordan      | DT              | 1957–1958            | 1995              |
| 44/96        | Don Shula         | CB              | 1951–1952            | 1997              |
| 29           | Tommy McDonald    | WR              | 1968                 | 1998              |
| 82           | Ozzie Newsome     | TE              | 1978–1990            | 1999              |
| 64           | Joe DeLamielleure | G               | 1980–1984            | 2003              |
| 66           | Gene Hickerson    | G               | 1958–1973            | 2007              |
| 58/88        | Mac Speedie       | End             | 1946–1952            | 2021 1            |
| 73           | Joe Thomas        | T               | 2007–2017            | 2023              |

### Nicht mehr zu vergebende Trikotnummern
| Retired Numbers der Cleveland Browns |             |          |                  |
| Nr.                                  | Spieler     | Position | Zeitraum         |
| 14                                   | Otto Graham | QB       | 1946–1955        |
| 32                                   | Jim Brown   | RB       | 1957–1965        |
| 45                                   | Ernie Davis | HB       | 1962             |
| 46                                   | Don Fleming | S        | 1960–1962        |
| 76                                   | Lou Groza   | T, K     | 1946–59, 1961–67 |

## Spielstätten
Die Cleveland Browns spielten seit ihrer Gründung 1946 bis zu der Bekanntgabe von Art Modell, dass er mit seinem Team nach Baltimore umziehen werde, 1995, im Cleveland Stadium. Das 1930 eröffnete Cleveland Stadium war in den Neunzigern komplett veraltet. Zudem brach dem Stadionbetrieb, nach dem Umzug der Cleveland Indians in ihr neues Stadion, auch noch die finanzielle Basis weg. Auch wenn Art Modell mit seinem Team durch einen 25-jährigen Mietvertrag bis 2000 an die veraltete Spielstätte gebunden war, verlor er jedoch das Vertrauen in die Stadt, was schließlich in die Cleveland Browns relocation controversy endete. Nachdem Art Modell nach Baltimore zog, baute die Stadt innerhalb von drei Jahren ein neues Stadium, das Cleveland Browns Stadium. 2013 bis 2023 wurde das Stadion FirstEnergy Stadium und seit 2024 Huntington Bank Field genannt. Nach verschiedenen Umbauphasen fasst das Stadion zurzeit 67.895 Zuschauer.

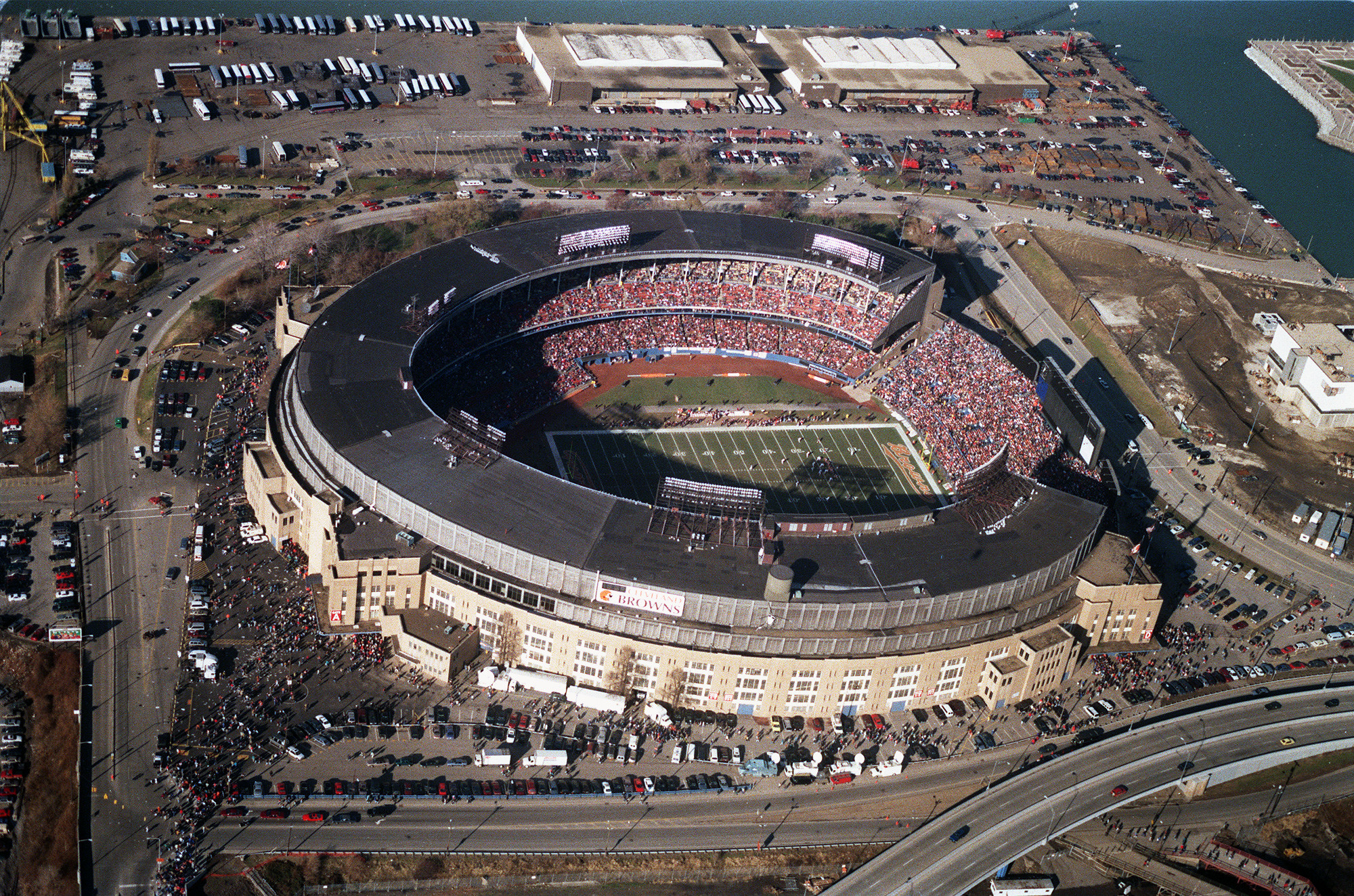
Das inzwischen abgerissene Cleveland Stadium (1995)
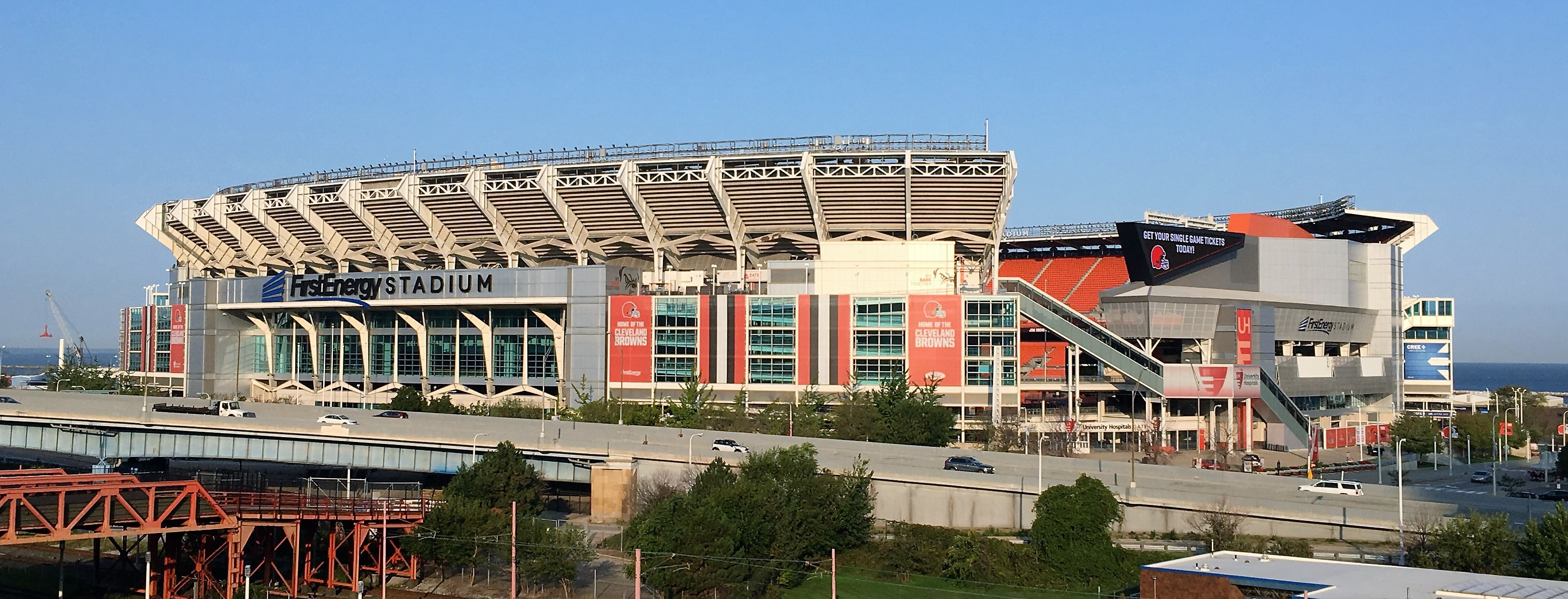
Das Huntington Bank Field ist die aktuelle Spielstätte der Browns (2016)
Das aktuelle Stadion von innen (2016)

## Aktueller Kader
| Abkürzungen der Spieler-Positionen im American Football | Abkürzungen der Spieler-Positionen im American Football |
| ------------------------------------------------------- | --- |
| Offense                                                 | QB – Quarterback \| RB – Runningback \| FB – Fullback \| TE – Tight End \| E/WR – Wide Receiver \| T – Tackle \| G – Guard \| C – Center |
| Defense                                                 | DT – Defensive Tackle \| DE – Defensive End \| NT – Nose Tackle \| LB – Linebacker \| ILB – Inside Linebacker \| MLB – Middle Linebacker \| OLB – Outside Linebacker \| CB – Cornerback \| NB – Nickelback \| FS – Free Safety \| SS – Strong Safety |
| Special Teams                                           | K – Kicker \| P – Punter \| KS – Kicking Specialist \| KOS – Kickoff Specialist \| LS – Long Snapper \| RS – Return Specialist \| KOR/KR – Kick Returner \| PR – Punt Returner \| PP – Punt Protector                                                |

## Trainer (Head Coaches)
| #         | Reihenfolge der Trainer                            |
| Spiele    | Spiele als Trainer                                 |
| S         | Siege                                              |
| N         | Niederlagen                                        |
| U         | Unentschieden                                      |
| Gewonnen% | Siegquote                                          |
| *         | Ausschließlich bei den Browns als Head Coach aktiv |

| Cleveland Browns |                      |           |     |     |    |   |       |    |   |   | |               |
| 1                | Paul Brown           | 1946–1962 | 214 | 158 | 48 | 8 | 0,767 | 14 | 9 | 5 | Sporting News NFL Trainer des Jahres (1949, 1951, 1953) UPI NFL Trainer des Jahres (1957) NFL Championships (1950, 1954, 1955) | [ 8 ]         |
| 2                | Blanton Collier*     | 1963–1970 | 112 | 76  | 34 | 2 | 0,691 | 7  | 3 | 4 | NFL Championship 1964 | [ 9 ]         |
| 3                | Nick Skorich         | 1971–1975 | 56  | 30  | 24 | 2 | 0,556 | 2  | 0 | 1 | | [ 10 ]        |
| 4                | Forrest Gregg        | 1975–1977 | 41  | 18  | 23 | 2 | 0,439 | –  | – | – | AP NFL Trainer des Jahres (1976)                                                                                               | [ 11 ]        |
| 5                | Dick Modzelewski*    | 1977      | 1   | 0   | 1  | 0 | 0,000 | –  | – | – | | [ 12 ]        |
| 6                | Sam Rutigliano*      | 1978–1984 | 97  | 47  | 50 | 0 | 0,485 | 2  | 0 | 2 | UPI NFL Trainer des Jahres (1979, 1980)                                                                                        | [ 13 ]        |
| 7                | Marty Schottenheimer | 1984–1988 | 71  | 44  | 27 | 0 | 0,620 | 6  | 2 | 4 | UPI NFL Trainer des Jahres (1986)                                                                                              | [ 14 ]        |
| 8                | Bud Carson*          | 1989–1990 | 25  | 11  | 13 | 1 | 0,460 | 2  | 1 | 1 | | [ 15 ]        |
| 9                | Jim Shofner*         | 1990      | 7   | 1   | 6  | 0 | 0,143 | –  | – | – | | [ 16 ]        |
| 10               | Bill Belichick       | 1991–1995 | 80  | 36  | 44 | 0 | 0,450 | 2  | 1 | 1 | | [ 17 ]        |
|                  | – 2                  | 1996–1998 |     |     |    |   |       |    |   |   | |               |
| 11               | Chris Palmer*        | 1999–2000 | 32  | 5   | 27 | 0 | 0,156 | –  | – | – | | [ 18 ]        |
| 12               | Butch Davis*         | 2001–2004 | 58  | 24  | 34 | 0 | 0,414 | 1  | 0 | 1 | | [ 19 ]        |
| 13               | Terry Robiskie       | 2004      | 5   | 1   | 4  | 0 | 0,200 | –  | – | – | | [ 20 ]        |
| 14               | Romeo Crennel        | 2005–2008 | 64  | 24  | 40 | 0 | 0,375 | –  | – | – | | [ 21 ]        |
| 15               | Eric Mangini         | 2009–2010 | 32  | 10  | 22 | 0 | 0,313 | –  | – | – | | [ 22 ]        |
| 16               | Pat Shurmur          | 2011–2012 | 32  | 9   | 23 | 0 | 0,218 | –  | – | – | | [ 23 ] [ 24 ] |
| 17               | Rob Chudzinski*      | 2013      | 16  | 4   | 12 | 0 | 0,250 | –  | – | – | | [ 25 ]        |
| 18               | Mike Pettine*        | 2014–2015 | 32  | 10  | 22 | 0 | 0,313 | –  | – | – | | [ 26 ]        |
| 19               | Hue Jackson          | 2016–2018 | 40  | 3   | 36 | 1 | 0,088 | –  | – | – | | [ 27 ]        |
| 20               | Gregg Williams       | 2018      | 8   | 5   | 3  | 0 | 0,625 | –  | – | – | | [ 28 ]        |
| 21               | Freddie Kitchens*    | 2019      | 16  | 6   | 10 | 0 | 0,375 | –  | – | – | | [ 29 ]        |
| 22               | Kevin Stefanski*     | 2020–     | 84  | 40  | 44 | 0 | 0,476 | 3  | 1 | 2 | AP NFL Trainer des Jahres (2020, 2023)                                                                                         | [ 30 ]        |

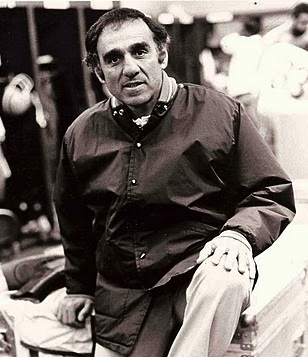
Sam Rutigliano war von 1978 bis 1984 Head Coach der Browns.
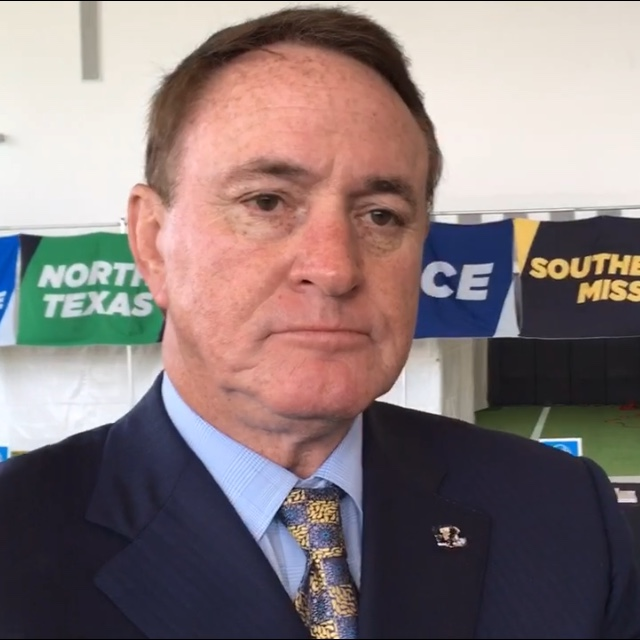
Butch Davis war von 2001 bis 2004 Head Coach der Browns.
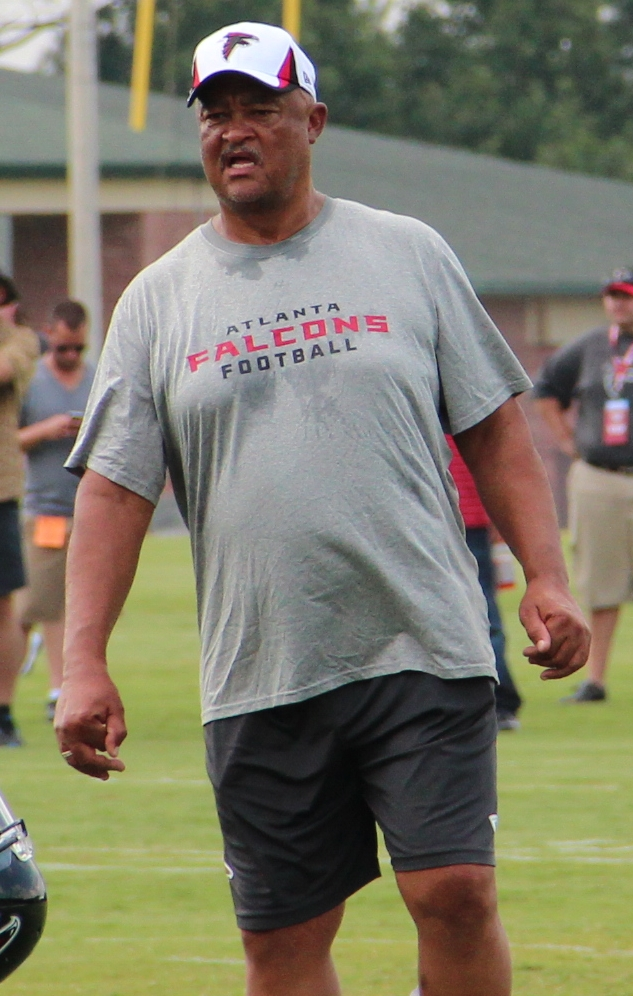
Terry Robiskie war 2004 für vier Spiele Head Coach der Browns.
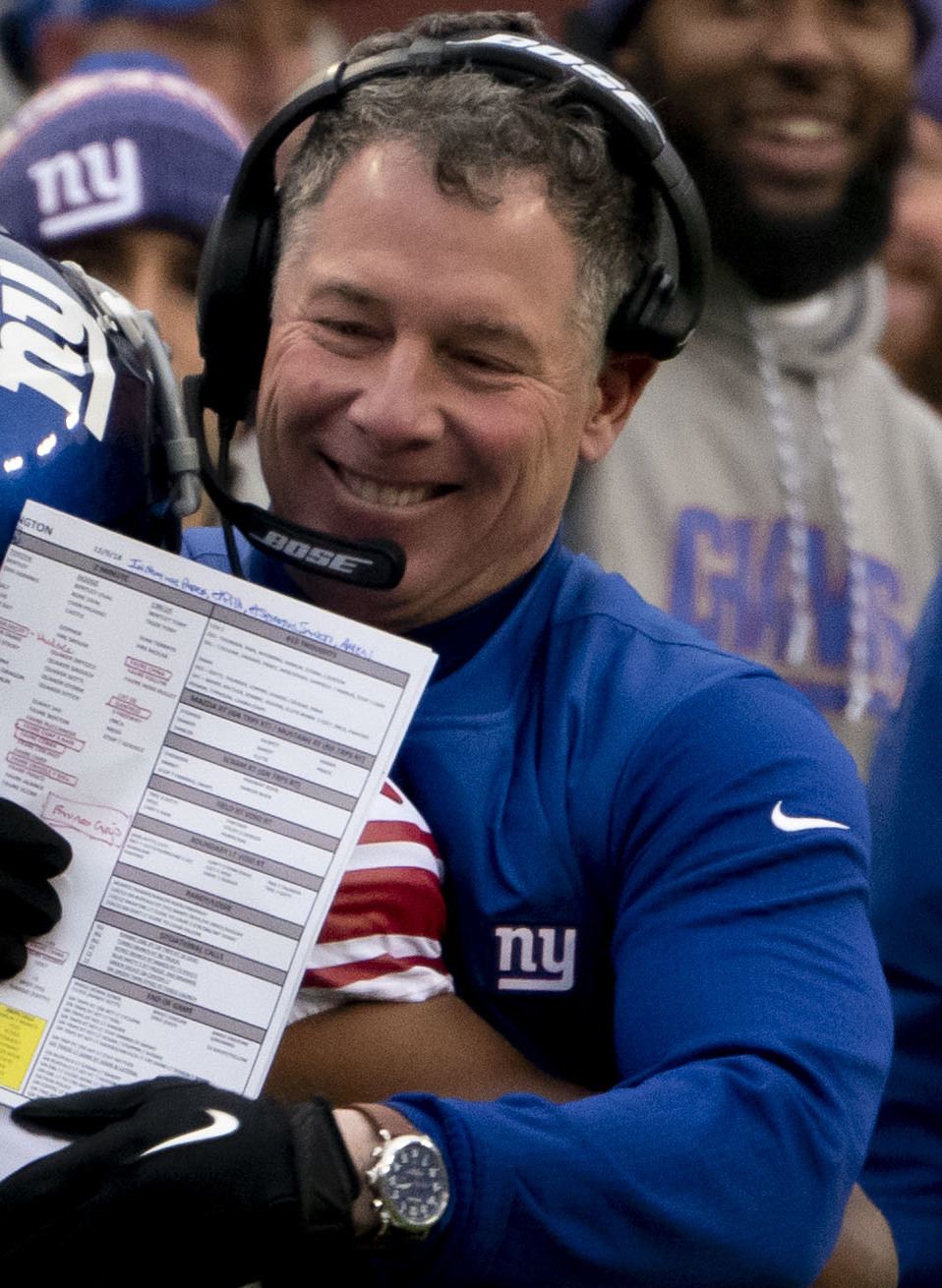
Pat Shurmur war von 2011 bis 2012 Head Coach der Browns.
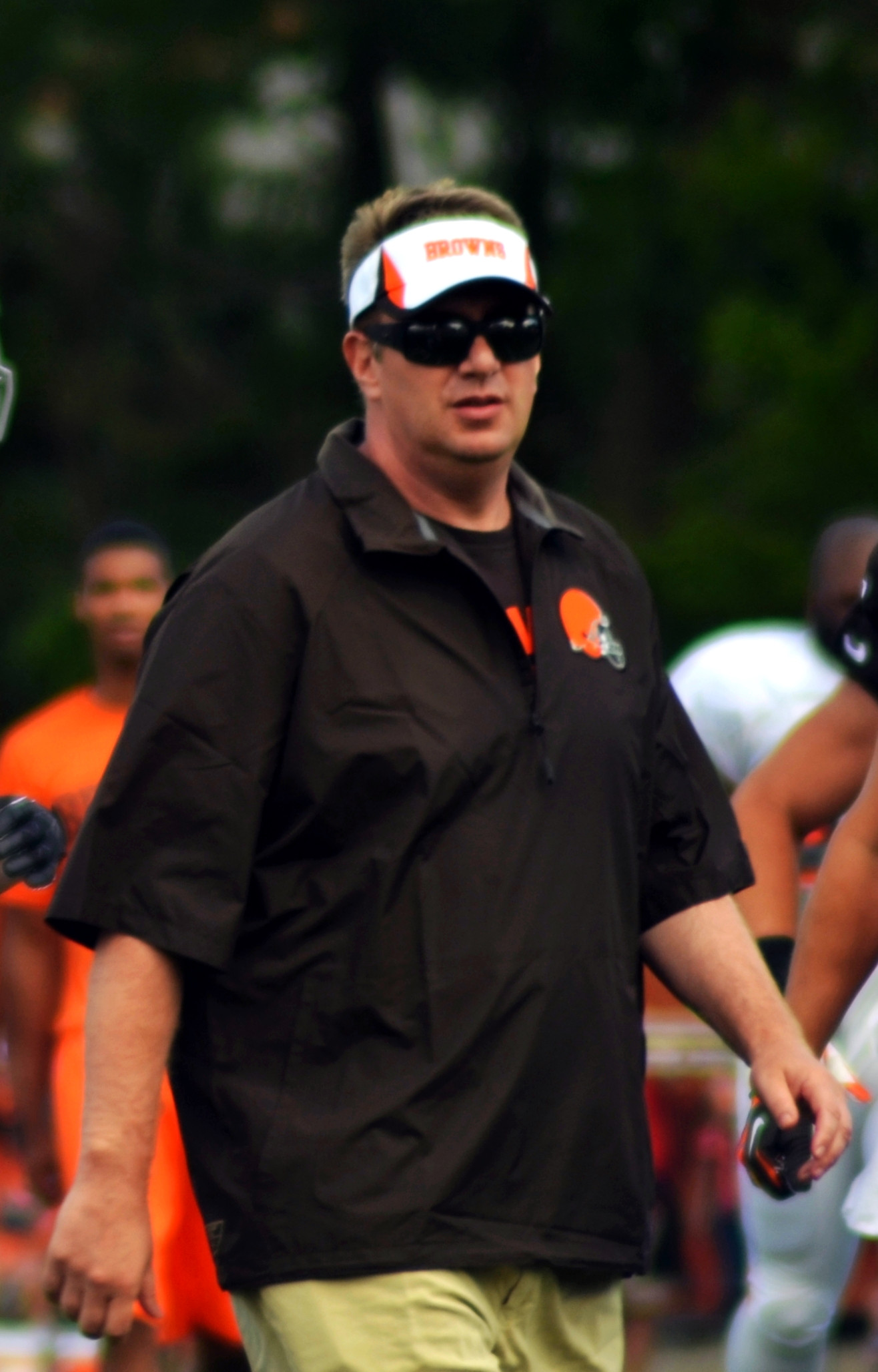
Rob Chudzinski war 2013 Head Coach der Browns.
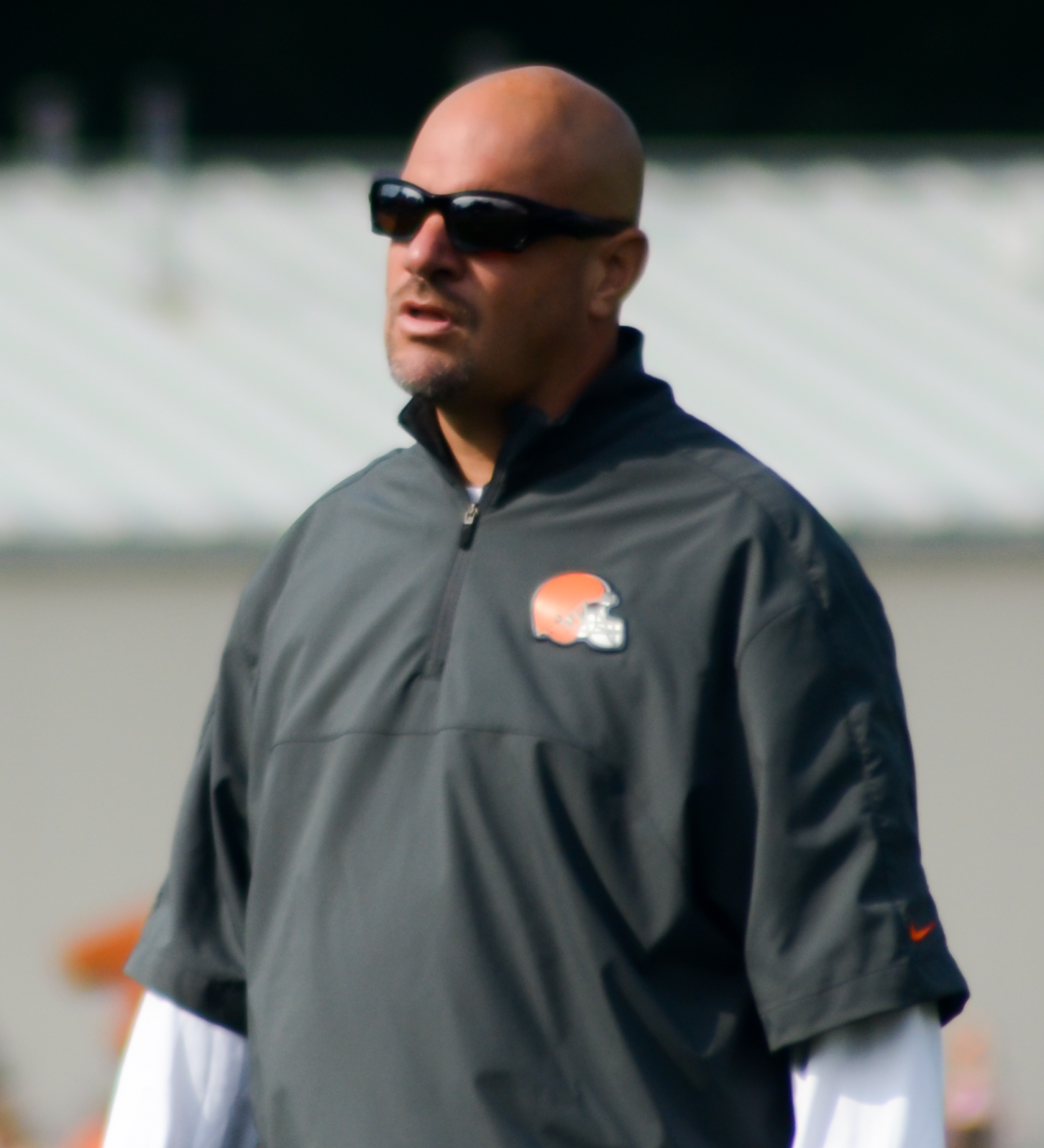
Mike Pettine war von 2014 bis 2015 Head Coach der Browns.
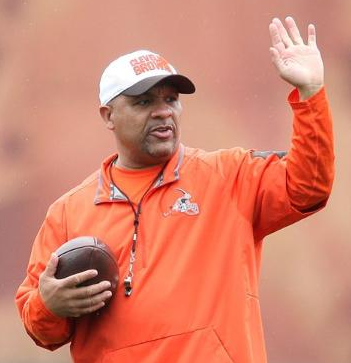
Hue Jackson war von 2016 bis Oktober 2018 Head Coach der Browns.
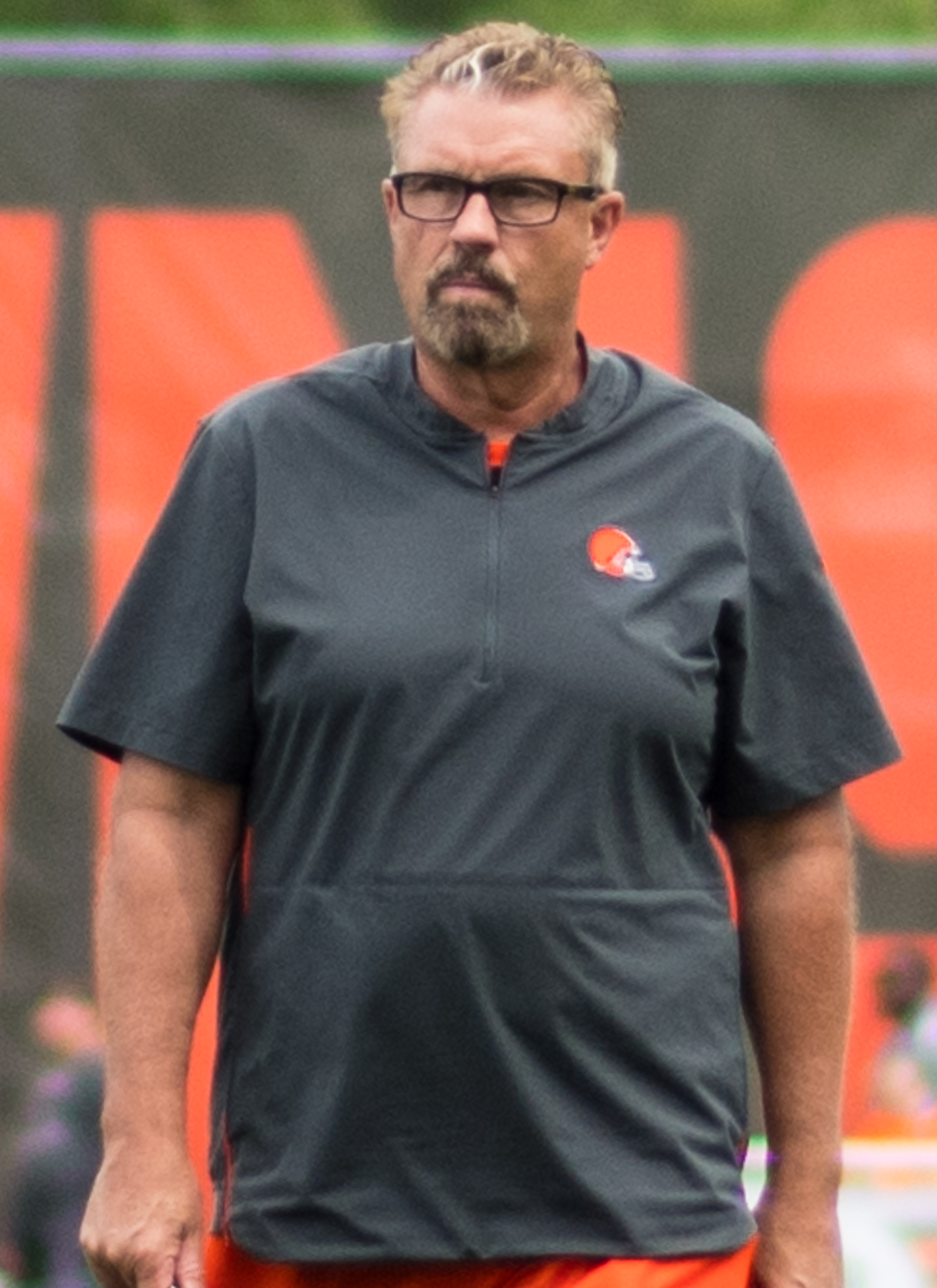
Gregg Williams war 2018 für acht Spiele Interims Head Coach der Browns.
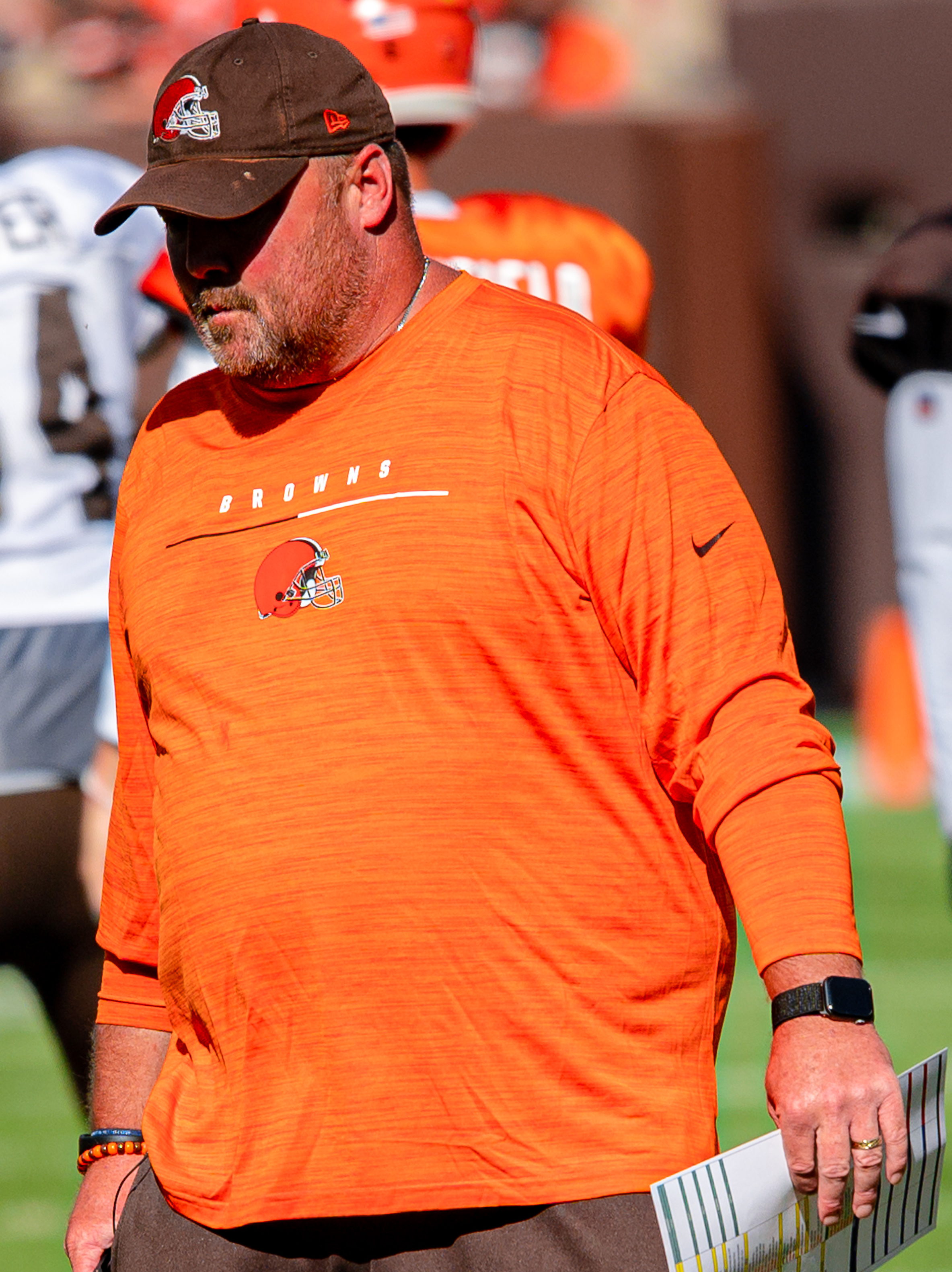
Freddie Kitchens war 2019 Head Coach der Browns.

## Berühmte Fans
Die Cleveland Browns waren der Lieblingsverein von Elvis Presley. Grund für diese Entscheidung des „King of Rock ’n’ Roll“ ist die Tatsache, dass sein Freund Gene Hickerson, mit dem er in gemeinsamen Jugendtagen in Memphis regelmäßig Football spielte, 1957 von den Browns verpflichtet wurde und dem Verein bis zu seinem Karriereende 1973 die Treue hielt. Auch der von 1960 bis 1966 bei den Browns unter Vertrag stehende Verteidiger Bobby Franklin zählte zu den Freunden Presleys und der ebenfalls für die Browns spielende Johnny Brewer heiratete 1964 Presleys langjährige Freundin Anita Wood. Ein weiterer Fan der Browns ist der ehemalige Baseball-Star Hank Aaron.

## In den Medien
In den im Jahr 2014 veröffentlichten Kinofilm Draft Day spielt Kevin Costner in der Hauptrolle als Sonny Weaver Jr den General Manager der Browns.

## Bilanzen und Rekorde
Cleveland Browns/Zahlen und Rekorde stellt wichtige Rekorde bei den Browns, die Saisonbilanzen und die Erstrunden Draft-Picks seit 1950 dar.